# Camponotus oeningensis
Camponotus oeningensis é uma espécie de inseto do gênero Camponotus, pertencente à família Formicidae.